# Euphorbioideae
Euphorbioideae es una subfamilia de plantas de la familia Euphorbiaceae.